# Carum foetidum
Carum foetidum là một loài thực vật có hoa thuộc họ Apiaceae.
Loài này có ở Algeria và Tây Ban Nha.
Môi trường sống tự nhiên của chúng là sông ngòi và đầm nước mặn.
Chúng hiện đang bị đe dọa vì mất nơi sống.